# (7720) Lepaute
(7720) Lepaute  es un asteroide perteneciente al cinturón de asteroides, descubierto el 26 de septiembre de 1960 por Cornelis Johannes van Houten e Ingrid van Houten-Groeneveld (sobre placas tomadas por Tom Gehrels) desde el Observatorio Palomar, en Estados Unidos.

## Designación y nombre
Lepaute se designó inicialmente como 4559 P-L.
Más adelante fue nombrado en honor a la astrónoma y matemática francesa Nicole-Reine Lepaute (1723-1788).

## Características orbitales
Lepaute orbita a una distancia media del Sol de 3,2456 ua, pudiendo acercarse hasta 2,7164 ua y alejarse hasta 3,7748 ua. Tiene una excentricidad de 0,1630 y una inclinación orbital de 0,6241° grados. Emplea en completar una órbita alrededor del Sol 2135 días.

## Características físicas
Su magnitud absoluta es 14,6.